# 망상
망상(妄想, 영어: delusion)은 있지도 않은 것을 마치 사실인 양 믿거나, 이치에 맞지 않게 망령된 생각을 하는 것이다. 근거가 없는 주관적 신념. 사실의 경험이나 논리에 의하여 정정되지 아니한 믿음으로, 병적으로 생긴 잘못된 판단이나 확신을 나타내는 질환을 말한다. 학자에 따라 여러 가지로 분류된다.

## 특징
- 비합리적, 비현실적인 내용을 계속 주장한다.
- 감정(情,정:혼탁한 "망상")으로 뒷받침될만한 움직일 수 없는 주관적 확신을 가지고 고집한다.
- 자신의 잘못은 절대 인정하지 않으려고 한다.
- "자신만의 생각"에 빠져 있다.

## 분류
- 조현증(정신분열병)
- 망상장애
- 피해망상
- 부정망상
- 관계망상
- 빙의망상
- 과대망상
- 추적망상
- 근몽상 망상
- 체계화 망상

## 주변 사람의 망상에 대처하기[1]
이 조언은 치료법이 아니고, 어떤 문제나 상황이 발생했을 때 즉각적인 대응 방법에 대해 논한 것이다. 어느 정도든 망상의 자세한 내용에 대해 묻거나 토론을 벌이지 않는다. 망상에서 빠져나오도록 확신을 주려고 하거나 논쟁을 벌여선 안 된다. 아무 소용이 없다. 구체적으로 묻지 않는 한 그런 생각이 터무니없다거나 망상에 불과하다거나 사실이 아니라고 말하지 않는다.
그런 후 다음과 같이 한다.
1. 망상적이지 않은 말에는 모두 대답을 한다.
2. 망상적인 내용을 피해 대화를 이끈다.
3. 분명하면서도 비판적이지 않은 태도로 다른 얘기를 나누자는 의사를 표시한다.

정신질환을 앓는 사람이 망상에 대한 의견 듣기를 고집한다면 다음과 같이 한다.
1. 모른다고 하거나 애매하게 답한다.
2. 일단 정신질환을 앓는 사람이 믿는 사실을 인정한 후, 자신의 의견과 똑같이 존중하면서 나의 의견 또는 느끼는 바와 차이가 있음을 진솔하게 설명한다.

## 같이 보기
- 카그라스 증후군
- 섬망
- 예루살렘 증후군
- 편집증
- 파리 증후군
- 부정망상
- 정신증